# Войтюк, Александр Ростиславович
Алекса́ндр Ростисла́вович Войтю́к (укр. Олександр Ростиславович Войтюк; род. 5 января 1965, Луцк, Украинская ССР, СССР) — советский и украинский футболист, защитник, тренер.

## Карьера

### Клубная
В 1982 году дебютировал с составе луцкого «Торпедо». В 1984 году перешёл в карпатские СКА, где выступал до 1989 года, после чего вернулся в луцкий клуб, который к тому времени уже назывался «Волынь». В 1990 году защищал цвета клуба «Дрогобыч», после чего пополнил ряды «Буковины». В последующем играл за украинские клубы «Торпедо» из Запорожья, «Верес», «Скала», «Газовик». В 1996 году подписал контракт с владивостокским «Лучом». В 1998 году вернулся на Украину во львовское «Динамо».

### Тренерская
С 1998 года входил в тренерский штаб львовского «Динамо». С 2006 года был тренером «Карпат». С 2012 года являлся тренером клуба «Скала». В 2018 году — на аналогичной должности в «Калуше».

## Достижения
- Бронзовый призёр Первой лиги (2): 1984, 1985
- Победитель 6-й зоны Второй лиги: 1989